# ثنائي آيزوبرومين
ثنائي آيزوبرومين or ثنائي آيزوبرومينوم، والذي يتوفر على شكل ملح هيدروكلوريد، هو مزيل تشنج صناعي يزيل الحالات التشنيجة في الجهاز الصفراوي وعاصرة أودي.
اكتشف في يانسن للأدوية في عام 1955. يباع في جنوب أفريقيا في خليط مع سوربيتول يحمل اسم شراب أغوفل (Agofell syrup) وفي بقية العالم تحت اسم ميغابيل (Megabyl).